# Sound of the Underground
A Sound Of The Underground az angol Girls Aloud lánybanda debütáló albuma. Az albumról négy Top 3-as kislemez készült és ez az egyetlen album, amelyet az együttes nem teljes egészében Brian Higgins-sel és a Xenomania-val készített. Az album néhány új dallal kiegészülve újra megjelent 2003 december 1-jén.

## Dallista
Eredeti kiadás:
1. "Sound Of The Underground" (Miranda Cooper, Niara Scarlett, Brian Higgins, Xenomania) – 3:41
2. "No Good Advice" (Miranda Cooper, Brian Higgins, Lisa Cowling, Nick Coler, Xenomania, Lene Nystrom) – 3:48
3. "Some Kind Of Miracle" (Miranda Cooper, Lisa Cowling, Tim Powell, Shawn Lee, Brian Higgins, Edele Lynch) – 3:09
4. "All I Need (All I Don't)" (Ava Knox, Peters & Peters) – 3:38
5. "Life Got Cold" (Miranda Cooper, Lisa Cowling, Nick Coler, Brian Higgins, Xenomania) – 3:57
6. "Mars Attack" (Alison Clarkson, Paul Carter, Manda Glanville) – 3:28
7. "Stop" (Miranda Cooper, Brian Higgins, Matt Gray, Xenomania) – 3:35
8. "Girls Allowed" (Brian McFadden, Jonathan Shorten) – 3:26
9. "Forever And A Night" (Gary Miller, Mark Mueller, Andy Goldmark) – 3:19
10. "Love/Hate" (Niara Scarlett, Eve Bicker, Brian Higgins, Xenomania) – 4:40
11. "Boogie Down Love" (Alison Clarkson, Paul Carter, Manda Glanville) – 4:03
12. "Don't Want You Back" (Anders Bagge, Arnthor Birgisson, Michelle Bell) – 3:20
13. "White Lies" (Tim Kellett, Sandra Nordstrom) – 4:00
14. "Love Bomb" [UK bonus track] (Alison Clarkson, Mike Ward, Shaun Ward) – 2:55
15. "Everything You Ever Wanted" [UK bonus track] (Steve Lee, Steve Anderson, Lisa Greene) – 2:53

Újra kiadás: (megjelent: 2003. december 1.)
1. "Sound Of The Underground" (Miranda Cooper, Niara Scarlett, Brian Higgins, Xenomania) – 3:41
2. "No Good Advice" (Miranda Cooper, Brian Higgins, Lisa Cowling, Nick Coler, Xenomania, Lene Nystrom) – 3:48
3. "Life Got Cold" (Miranda Cooper, Lisa Cowling, Nick Coler, Brian Higgins, Xenomania) – 3:57
4. "Jump" (Gary Paul Skardina, Marti Sharron, Stephen Mitchell) – 3:39
5. "Some Kind Of Miracle" (New Version) (Miranda Cooper, Lisa Cowling, Tim Powell, Shawn Lee, Brian Higgins, Edele Lynch) – 3:19
6. "All I Need (All I Don't)" (Ava Knox, Peters & Peters) – 3:38
7. "Mars Attack" (Alison Clarkson, Paul Carter, Manda Glanville) – 3:28
8. "You Freak Me Out" (Tim Powell, Miranda Cooper, Brian Higgins, Lene Nystrom, Xenomania) - 3:05